# Kazuo Echigo
Kazuo Echigo (jap. 越後 和男, Echigo Kazuo; * 28. Dezember 1965 in der Präfektur Mie) ist ein ehemaliger japanischer Fußballspieler.

## Nationalmannschaft
1986 debütierte Echigo für die japanische Fußballnationalmannschaft. Echigo bestritt sechs Länderspiele und erzielte dabei ein Tor.

## Errungene Titel
- Japan Soccer League: 1985/86

## Persönliche Auszeichnungen
- Japan Soccer League Rookie des Jahres: 1985/86